# Llista d'asteroides/187601-187700
| Nom              | Designació provisional | Data de descobriment   | Lloc de descobriment | Descobridor/s                             |
| ---------------- | ---------------------- | ---------------------- | -------------------- | ----------------------------------------- |
| 187601 -         | 2006 XQ25              | 12 de desembre de 2006 | Mount Lemmon         | Mount Lemmon Survey                       |
| 187602 -         | 2006 XY27              | 13 de desembre de 2006 | Mount Lemmon         | Mount Lemmon Survey                       |
| 187603 -         | 2006 XK38              | 11 de desembre de 2006 | Kitt Peak            | Spacewatch                                |
| 187604 -         | 2006 XN63              | 6 de desembre de 2006  | Palomar              | NEAT                                      |
| 187605 -         | 2006 XR65              | 12 de desembre de 2006 | Palomar              | NEAT                                      |
| 187606 -         | 2006 XB69              | 12 de desembre de 2006 | Mount Lemmon         | Mount Lemmon Survey                       |
| 187607 -         | 2006 YB13              | 21 de desembre de 2006 | Kitt Peak            | Spacewatch                                |
| 187608 -         | 2006 YZ14              | 16 de desembre de 2006 | Mount Lemmon         | Mount Lemmon Survey                       |
| 187609 -         | 2006 YX30              | 21 de desembre de 2006 | Kitt Peak            | Spacewatch                                |
| 187610 -         | 2006 YK37              | 21 de desembre de 2006 | Kitt Peak            | Spacewatch                                |
| 187611 -         | 2007 AJ1               | 8 de gener de 2007     | Mount Lemmon         | Mount Lemmon Survey                       |
| 187612 -         | 2007 AN6               | 8 de gener de 2007     | Kitt Peak            | Spacewatch                                |
| 187613 -         | 2007 AU13              | 9 de gener de 2007     | Mount Lemmon         | Mount Lemmon Survey                       |
| 187614 -         | 2007 AX14              | 10 de gener de 2007    | Mount Lemmon         | Mount Lemmon Survey                       |
| 187615 -         | 2007 AG16              | 10 de gener de 2007    | Kitt Peak            | Spacewatch                                |
| 187616 -         | 2007 AK17              | 15 de gener de 2007    | Catalina             | CSS                                       |
| 187617 -         | 2007 AE18              | 8 de gener de 2007     | Catalina             | CSS                                       |
| 187618 -         | 2007 AM22              | 14 de gener de 2007    | Nyukasa              | Nyukasa                                   |
| 187619 -         | 2007 AA23              | 10 de gener de 2007    | Mount Lemmon         | Mount Lemmon Survey                       |
| 187620 -         | 2007 AH26              | 10 de gener de 2007    | Kitt Peak            | Spacewatch                                |
| 187621 -         | 2007 AY26              | 14 de gener de 2007    | Socorro              | LINEAR                                    |
| 187622 -         | 2007 BL9               | 17 de gener de 2007    | Palomar              | NEAT                                      |
| 187623 -         | 2007 BM10              | 17 de gener de 2007    | Palomar              | NEAT                                      |
| 187624 -         | 2007 BH17              | 17 de gener de 2007    | Palomar              | NEAT                                      |
| 187625 -         | 2007 BF19              | 21 de gener de 2007    | Socorro              | LINEAR                                    |
| 187626 -         | 2007 BB22              | 24 de gener de 2007    | Socorro              | LINEAR                                    |
| 187627 -         | 2007 BE30              | 24 de gener de 2007    | Catalina             | CSS                                       |
| 187628 -         | 2007 BX36              | 24 de gener de 2007    | Catalina             | CSS                                       |
| 187629 -         | 2007 BY43              | 24 de gener de 2007    | Catalina             | CSS                                       |
| 187630 -         | 2007 BQ50              | 23 de gener de 2007    | Anderson Mesa        | LONEOS                                    |
| 187631 -         | 2007 BS63              | 27 de gener de 2007    | Mount Lemmon         | Mount Lemmon Survey                       |
| 187632 -         | 2007 BA66              | 27 de gener de 2007    | Mount Lemmon         | Mount Lemmon Survey                       |
| 187633 -         | 2007 BG66              | 27 de gener de 2007    | Mount Lemmon         | Mount Lemmon Survey                       |
| 187634 -         | 2007 CE                | 6 de febrer de 2007    | Kitt Peak            | Spacewatch                                |
| 187635 -         | 2007 CH2               | 6 de febrer de 2007    | Kitt Peak            | Spacewatch                                |
| 187636 -         | 2007 CF13              | 6 de febrer de 2007    | Lulin Observatory    | H.-C. Lin, Q.-z. Ye                       |
| 187637 -         | 2007 CC25              | 8 de febrer de 2007    | Catalina             | CSS                                       |
| 187638 -         | 2007 CH26              | 11 de febrer de 2007   | CBA-NOVAC            | CBA-NOVAC                                 |
| 187639 -         | 2007 CV28              | 6 de febrer de 2007    | Mount Lemmon         | Mount Lemmon Survey                       |
| 187640 -         | 2007 CF31              | 6 de febrer de 2007    | Mount Lemmon         | Mount Lemmon Survey                       |
| 187641 -         | 2007 CV36              | 6 de febrer de 2007    | Mount Lemmon         | Mount Lemmon Survey                       |
| 187642 -         | 2007 CP40              | 7 de febrer de 2007    | Kitt Peak            | Spacewatch                                |
| 187643 -         | 2007 CU45              | 8 de febrer de 2007    | Palomar              | NEAT                                      |
| 187644 -         | 2007 DA1               | 16 de febrer de 2007   | Calvin-Rehoboth      | Calvin College                            |
| 187645 -         | 2007 DB1               | 16 de febrer de 2007   | Calvin-Rehoboth      | Calvin College                            |
| 187646 -         | 2007 DB3               | 16 de febrer de 2007   | Catalina             | CSS                                       |
| 187647 -         | 2007 DN16              | 17 de febrer de 2007   | Kitt Peak            | Spacewatch                                |
| 187648 -         | 2007 DC24              | 17 de febrer de 2007   | Kitt Peak            | Spacewatch                                |
| 187649 -         | 2007 DG77              | 22 de febrer de 2007   | Catalina             | CSS                                       |
| 187650 -         | 2007 DA78              | 23 de febrer de 2007   | Catalina             | CSS                                       |
| 187651 -         | 2007 DU91              | 23 de febrer de 2007   | Mount Lemmon         | Mount Lemmon Survey                       |
| 187652 -         | 2007 EP19              | 10 de març de 2007     | Mount Lemmon         | Mount Lemmon Survey                       |
| 187653 -         | 2007 EN31              | 10 de març de 2007     | Kitt Peak            | Spacewatch                                |
| 187654 -         | 2007 EQ61              | 10 de març de 2007     | Kitt Peak            | Spacewatch                                |
| 187655 -         | 2007 EZ103             | 11 de març de 2007     | Mount Lemmon         | Mount Lemmon Survey                       |
| 187656 -         | 2007 EM107             | 11 de març de 2007     | Kitt Peak            | Spacewatch                                |
| 187657 -         | 2007 ER148             | 12 de març de 2007     | Mount Lemmon         | Mount Lemmon Survey                       |
| 187658 -         | 2007 EV161             | 15 de març de 2007     | Mount Lemmon         | Mount Lemmon Survey                       |
| 187659 -         | 2007 EN186             | 15 de març de 2007     | Mount Lemmon         | Mount Lemmon Survey                       |
| 187660 -         | 2007 JE8               | 9 de maig de 2007      | Mount Lemmon         | Mount Lemmon Survey                       |
| 187661 -         | 2007 JG43              | 10 de maig de 2007     | Palomar              | M. E. Schwamb, M. E. Brown, D. Rabinowitz |
| 187662 -         | 2007 JU44              | 10 de maig de 2007     | Mount Lemmon         | Mount Lemmon Survey                       |
| 187663 -         | 2007 WM20              | 18 de novembre de 2007 | Mount Lemmon         | Mount Lemmon Survey                       |
| 187664 -         | 2007 WQ52              | 20 de novembre de 2007 | Mount Lemmon         | Mount Lemmon Survey                       |
| 187665 -         | 2008 AY49              | 11 de gener de 2008    | Kitt Peak            | Spacewatch                                |
| 187666 -         | 2008 BM18              | 30 de gener de 2008    | Mount Lemmon         | Mount Lemmon Survey                       |
| 187667 -         | 2008 BZ38              | 31 de gener de 2008    | Mount Lemmon         | Mount Lemmon Survey                       |
| 187668 -         | 2008 BB39              | 30 de gener de 2008    | OAM                  | OAM                                       |
| 187669 -         | 2008 CK5               | 5 de febrer de 2008    | OAM                  | OAM                                       |
| 187670 -         | 2008 CL18              | 3 de febrer de 2008    | Kitt Peak            | Spacewatch                                |
| 187671 -         | 2008 CJ37              | 2 de febrer de 2008    | Kitt Peak            | Spacewatch                                |
| 187672 -         | 2008 CT41              | 2 de febrer de 2008    | Kitt Peak            | Spacewatch                                |
| 187673 -         | 2008 CO70              | 9 de febrer de 2008    | RAS                  | W. G. Dillon                              |
| 187674 -         | 2008 CZ74              | 10 de febrer de 2008   | Bergisch Gladbach    | W. Bickel                                 |
| 187675 -         | 2008 CN85              | 7 de febrer de 2008    | Kitt Peak            | Spacewatch                                |
| 187676 -         | 2008 CG91              | 8 de febrer de 2008    | Kitt Peak            | Spacewatch                                |
| 187677 -         | 2008 CF142             | 8 de febrer de 2008    | Kitt Peak            | Spacewatch                                |
| 187678 -         | 2008 CS156             | 9 de febrer de 2008    | Kitt Peak            | Spacewatch                                |
| 187679 Folinsbee | 2008 DC5               | 28 de febrer de 2008   | RAS                  | A. Lowe                                   |
| 187680 Stelck    | 2008 DE5               | 28 de febrer de 2008   | RAS                  | A. Lowe                                   |
| 187681 -         | 2008 DP11              | 26 de febrer de 2008   | Kitt Peak            | Spacewatch                                |
| 187682 -         | 2008 DV12              | 26 de febrer de 2008   | Kitt Peak            | Spacewatch                                |
| 187683 -         | 2008 DE15              | 26 de febrer de 2008   | Mount Lemmon         | Mount Lemmon Survey                       |
| 187684 -         | 2008 DW16              | 27 de febrer de 2008   | Mount Lemmon         | Mount Lemmon Survey                       |
| 187685 -         | 2008 DO21              | 28 de febrer de 2008   | Kitt Peak            | Spacewatch                                |
| 187686 -         | 2008 DJ26              | 26 de febrer de 2008   | Kitt Peak            | Spacewatch                                |
| 187687 -         | 2008 DV31              | 27 de febrer de 2008   | Kitt Peak            | Spacewatch                                |
| 187688 -         | 2008 DR33              | 27 de febrer de 2008   | Kitt Peak            | Spacewatch                                |
| 187689 -         | 2008 DS40              | 27 de febrer de 2008   | Kitt Peak            | Spacewatch                                |
| 187690 -         | 2008 DT46              | 28 de febrer de 2008   | Kitt Peak            | Spacewatch                                |
| 187691 -         | 2008 DT47              | 28 de febrer de 2008   | Mount Lemmon         | Mount Lemmon Survey                       |
| 187692 -         | 2008 DM56              | 29 de febrer de 2008   | Kitt Peak            | Spacewatch                                |
| 187693 -         | 2008 DG58              | 27 de febrer de 2008   | Socorro              | LINEAR                                    |
| 187694 -         | 2008 DN59              | 27 de febrer de 2008   | Mount Lemmon         | Mount Lemmon Survey                       |
| 187695 -         | 2008 DP68              | 29 de febrer de 2008   | Kitt Peak            | Spacewatch                                |
| 187696 -         | 2008 DU69              | 29 de febrer de 2008   | Kitt Peak            | Spacewatch                                |
| 187697 -         | 2008 DZ73              | 27 de febrer de 2008   | Mount Lemmon         | Mount Lemmon Survey                       |
| 187698 -         | 2008 DM79              | 28 de febrer de 2008   | Catalina             | CSS                                       |
| 187699 -         | 2008 EF1               | 3 de març de 2008      | Chante-Perdrix       | Chante-Perdrix                            |
| 187700 -         | 2008 EG8               | 2 de març de 2008      | OAM                  | OAM                                       |